# Una Ventafocs moderna
Una Ventafocs moderna (anglès: A Cinderella Story) és una comèdia romàntica adolescent protagonitzada per Hilary Duff i Chad Michael Murray, escrita per Leigh Dunlap.
És una pel·lícula d'avui dia, ja que té la clàssica història de la Ventafocs, però la trama consisteix en un mòbil perdut, en lloc de la sabatilla de vidre tradicional. Dirigida per Mark Rosman, la pel·lícula també inclou Jennifer Coolidge, Dan Byrd, Regina King, Julie Gonzalo i Lin Shaye. La pel·lícula compta amb la cançó «Now You Know», escrita i interpretada per Kara DioGuardi, i amb una versió de «Our Lips Are Sealed» de Hilary Duff i la seva germana Haylie Duff. La banda sonora està interpretada per Hilary Duff. El film va rebre comentaris molt negatius per la majoria dels crítics, però finalment va fer més de 70 milions de dòlars en el món.
El seu lema és Once upon a time... can happen any time (Una vegada hi havia... pot ocórrer en qualsevol moment). Ha estat doblada al català.

## Argument
Sam Montgomery (Hilary Duff) va viure una vida de semiconte de fades amb el seu pare vidu Hal (Whip Hubley) quan tenia vuit anys, en un suburbi de Califòrnia. Més tard, el seu pare va obrir una Diner que porta el seu nom i es va enamorar d'una dona anomenada Fiona (Jennifer Coolidge), amb qui es casaria més tard. Un dia, una biga de suport va caure i va matar el seu pare en el terratrèmol de Northridge del 1994 i la deixa amb la seva madrastra i les seves dues germanastres cruels Brian (Madeline Zima) i Gabriella (Andrea Avery). Vuit anys després, Sam és una estudiant permanent. La ira de la seva madrastra insensible va tornar el cafè del seu pare en un lloc calent, hot pink, i l'obliga a treballar com a cambrera. A més de la seva família, Sam ha de lidiar amb les noies populars a l'escola, en particular la cap d'animadores Shelby Cummings (Julie Gonzalo). Sam confessa a la seva millor amiga Carter (Dan Byrd) i el seu amic per correspondència del ciberespai, que vol anar a la Universitat de Princeton amb ella. El que no sap és que el seu admirador secret és Austin Ames (Chad Michael Murray), el mariscal de camp de l'equip de futbol i l'estudiant més popular de l'escola que surt amb Shelby, que està obsessionada amb ser popular.
Austin convida Sam al ball de Halloween, per tal que puguin trobar-se cara a cara. Austin deixa Shelby unes hores abans del ball. Alhora, Fiona força Sam a treballar al restaurant fins a mitjanit. Rhonda (Regina King), mentor i amic de Sam al restaurant, ajuda Sam a arribar al ball. Hi va disfressat de Ventafocs amb una màscara i amb el vestit de núvia de Rhonda. Es troba amb Austin, a la pista de ball, per primera vegada i se'n van junts a fora. Mentre ballen fora, en una glorieta, juguen a fer Deu preguntes, però Sam mai no hi revela la seva identitat. Mentrestant, Carter, disfressat de Guineu, salva Shelby de David (Brad Bufanda), un dels amics d'Austin, de fer un moviment amb ella.
Just abans que Austin està a punt de treure la màscara de Sam, el telèfon mòbil sona –a tres quarts de mitjanit– i recorda de tornar corrent al restaurant abans que la descobreixin. Deixa sol Austin abans de poder esbrinar qui és. Austin i Sam són elegits com a príncep i princesa, però no es pot retrobar Ventafocs. Sam se les arregla per trobar Carter i fugen del ball. Pel camí, Sam perd el mòbil que simula el paper de la sabatilla de vidre. Austin, que la va seguir, l'aixeca decidit a esbrinar qui és la Ventafocs.
Sam va a l'escola l'endemà per cercar Austin per tot arreu a l'escola. Sam encara se sent incòmode de revelar-se a Austin, que al seu torn continua cercant-la obsessivament. Sam diu a Carter que si ell diu a Shelby que era la seva Guineu, ella li revela el mateix a Austin. Carter hi està d'acord, però després quan diu a Shelby, el rebutja. Una tarda, les germanastres de Sam troben el seu correu electrònic –mentre ensumaven a l'ordinador– i després d'intentar, sense èxit, fer-se passar com a Ventafocs a Austin, acaben mostrant els missatges de correu a Shelby i els seus amics. Les germanastres fan creure a Sam que va robar Austin a propòsit, de manera que reuneix una sàtira cruel per actuar en un míting de futbol per tal d'humiliar Sam. La paròdia es porta a terme al davant de tota l'escola, així com el pare d'Austin, que està present en el "pep rally" i ha estat pressionant Austin per anar a la Universitat del Sud de Califòrnia a jugar a futbol. Austin mai ha dit al seu pare que realment vol anar a la Universitat de Princeton.
Ferida i humiliada, Sam torna a casa i Fiona li porta una carta de Princeton, dient que va ser rebutjada. És una falsificació: Fiona i les germanastres havien rebutjat la carta d'acceptació real de Princeton, molt probablement per no abandonar el restaurant. L'endemà, al restaurant, Brian i Gabriella tanquen la porta i la foto de l'Elvis cau (fet que atribueixen a Sam), arrencant el paper tapís i l'exposició d'una citació: «No deixis que la por de colpejar a impedir que el joc». Sam la llegeix en veu alta, i decideix que n'ha tingut prou del tractament abusiu de la família. Diu a Fiona que deixa de treballar al restaurant i es troba amb Rhonda, que juntament amb un altre empleat, també s'acomiaden. Per mor d'això, tots els clients surten d'hora. La nit del gran partit de futbol, Sam entra a les dutxes dels nois i afronta Austin, dient que està farta de les seves dues identitats diferents, una per a ella i una per als seus amics: «Esperar-te és com esperar la pluja en aquesta sequera, inútil i decebedor». Carter es troba amb ella a l'escola, i convida Sam per anar al partit de futbol amb ell. Durant una pausa en el joc, Shelby en confiança diu a les companyes animadores que ella i Austin aviat tornaran junts. En els darrers moments del joc, Sam se’n va perquè no pot suportar que el públic cridi el nom d'Austin, que abandona el joc. A mesura que se’n va fora del camp, el seu pare l'agafa i li pregunta per què llença el seu somni així, Austin li respon que de fet, llença el somni del seu pare. Es troba amb Sam i la besa en públic, i tothom comença a aplaudir-les, a la gran consternació de Shelby i les germanastres. En aquell mateix moment comença a ploure. La lluita contra les granotes acaba amb la victòria del partit, fins i tot, sense que Austin juga.
En les últimes escenes de la pel·lícula, Sam descobreix un testament del seu pare que Fiona havia amagat. El testament diu que tot pertany a Sam. Sam el fa servir per vendre els cotxes de Fiona per pagar la matrícula i força Fiona i les seves germanes a treballar al restaurant, sota la mirada de la seva nova sòcia, Rhonda. Carter roda un anunci comercial i, finalment, aconsegueix la noia, encara que no és Shelby, sinó una bonica noia punk de cabell rosat. Sam i Austin continuen sortint i tots dos van a Princeton junts.

## Repartiment
| Actor/Actriu        | Paper               | Personatge basat en |
| ------------------- | ------------------- | ------------------- |
| Hilary Duff         | Samantha Montgomery | Ventafocs           |
| Chad Michael Murray | Austin Ames         | Prince Charming     |
| Jennifer Coolidge   | Fiona               | Wicked Madrastra    |
| Regina King         | Rhonda              | Fada padrina        |
| Madeline Zima       | Brian               | Evil Stepsister     |
| Andrea Avery        | Gabriella           | Evil Stepsister     |
| Dan Byrd            | Carter Farrell      | Helper Mouse        |
| Julie Gonzalo       | Shelby Cummings     | Llucifer            |

Personatges addicionals: 
- Lin Shaye - Sra Wells
- Whip Hubley - Hal Montgomery
- Kevin Kilner - Andy Ames
- Brad Bufanda - David
- John Billingsley - Sr Rothman
- Simon Helberg - Terry
- Mary Pat Gleason - Eleanor
- Hannah Robinson - Young Sam
- Rory Thost - Young Carter
- Carli Westerman - Young Brian
- Lilli Babbar - Young Gabriella
- J.D. Bru - Ryan Henson

## Banda Sonora Original
La banda sonora va ser posada al mercat el 13 de juliol de 2004 per Hollywood. La banda sonora conté 14 cançons, incloent-hi Our Lips Are Sealed de Hilary i Haylie Duff.

## Premis
| Cerimonia                | Guardó            | Categoria                         | Any  | Resultat   | Receptor                        |
| ------------------------ | ----------------- | --------------------------------- | ---- | ---------- | ------------------------------- |
| Golden Trailer Awards    | Golden Trailer    | Millor Veu                        | 2004 | Nominada   |                                 |
| Kids' Choice Awards, USA | Blimp Award       | Actriu preferida de pel·lícula    | 2005 | Guanyadora | Hilary Duff                     |
| Razzie Awards            | Razzie Award      | Pitjor actriu                     | 2005 | Nominada   | Hilary Duff                     |
| Teen Choice Awards       | Teen Choice Award | Choice Movie Blush Scene          | 2005 | Guanyadora | Hilary Duff                     |
| Teen Choice Awards       | Teen Choice Award | Choice Movie Sleazebag            | 2005 | Guanyadora | Jennifer Coolidge               |
| Teen Choice Awards       | Teen Choice Award | Choice Date Movie                 | 2005 | Nominada   |                                 |
| Teen Choice Awards       | Teen Choice Award | Choice Movie Actress: Comedy      | 2005 | Nominada   | Hilary Duff                     |
| Teen Choice Awards       | Teen Choice Award | Choice Movie Chemistry            | 2005 | Nominada   | Hilary Duff Chad Michael Murray |
| Teen Choice Awards       | Teen Choice Award | Choice Movie Liplock              | 2005 | Nominada   | Hilary Duff Chad Michael Murray |
| Teen Choice Awards       | Teen Choice Award | Choice Movie Love Scene           | 2005 | Nominada   | Hilary Duff Chad Michael Murray |
| Teen Choice Awards       | Teen Choice Award | Choice Breakout Movie Star - Male | 2004 | Guanyador  | Chad Michael Murray             |
| Teen Choice Awards       | Teen Choice Award | Choice Movie of the Summer        | 2005 | Nominada   |                                 |

## Detalls
- El nombre "818" en el sobrenom de Sam, PrincetonGirl818, és el codi de la Vall de San Fernando, on s'estableixen les històries.
- El nombre "609" al nick d'Austin, Nomad609, de fet és el codi de Princeton.
- El Sorell, Sam va fer servir els mateixos colors de les germanastres de la Ventafocs, els dibuixos animats de Disney original. Es pot observar la forma en què estan vestits: de color verd groguenc i la llum morada, com Genevieve i Anastàsia en la versió original. L'única vegada que la roba no són d'aquests colors és l'escena a la piscina a casa i durant el ball de Halloween.
- El nom de la protagonista, Sam Montgomery és la combinació del nom de Samantha Stephens (l'estrella de Bewitched) i Elizabeth Montgomery, que va protagonitzar Samantha.
- La versió cinematogràfica de la cançó «Now You Know», va ser cantada per Kara DioGuardi. En realitat és una cançó interpretada per primera vegada per Hilary Duff.
- Rupert Grint era triat per al paper d'Austin, però el va rebutjar per al compromís en el paper de Ron a Harry Potter i el pres d'Azkaban.
- Tant les reines adolescents Lindsay Lohan com Hilary Duff han protagonitzat una pel·lícula amb Chad Michael Murray. Lindsay el 2003 a Freaky Friday i Hilary el 2004 a Cinderella Story. En ambdues pel·lícules l'interès amorós de les dues noies era el mateix noi, Chad Michael Murray, i també coincidien a tenir com a la seva aferrissada enemiga la mateixa actriu: Julie Gonzalo, que interpreta a Freaky Friday el paper de Stacey Hinkhouse, i a Cinderella Story el paper de Selby Cummings.
- Per a preparar-se per al seu examen de conduir, Hilary Duff es va portar endavant i enrere els llocs de gravació -tot sota la supervisió del curs.
- Hilary Duff acceptar el paper, perquè la història de Charles Perrault Ventafocs va ser la seva història preferida quan va créixer.
- Fianalment, quan Sam s'ajup per recollir el llibre de contes de fades, es pot veure una caixa amb quatre llibres de Harry Potter.